# Синичка (река)
Синичка — малая река на территории районов Соколиная Гора, Лефортово и Басманный города Москвы, левый приток Яузы. По степени техногенной трансформации относится к IV классу — речное русло с 1950 года заключено в подземный коллектор, поверхностный водоток утрачен.
Длина реки составляет 3,1 км, площадь водосборного бассейна — 4 км². Исток расположен у пересечения шоссе Энтузиастов с улицей Буракова. Водоток проходит на северо-запад через проезд Энтузиастов и Юрьевский переулок, после которых движется вдоль 2-й улицы Синичкиной. Далее река поворачивает на север вдоль Введенского кладбища, пересекает Госпитальный Вал и течёт вдоль улицы Новая Дорога, а устье расположено к югу от пересечения этой улицы с Госпитальной набережной. На правом берегу реки находилась Александровская слобода, на левом — Синичкина, или Солдатская, слобода.
Гидроним связан с цветом воды, а также указывает на небольшой размер водотока. Возможно, наименование связано со словом «синявка» — трясина, топь, лужа, стоячая вода. Синичкой также названы московские реки Бубна, Кипятка, Напрудная, Пресня, Рыбинка, Ленивый Вражек.